# Siège de Gérone (1809)
Pour les articles homonymes, voir Siège de Gérone.
Guerre d'indépendance espagnole
Batailles
- Durango (10-1808)
- Balmaseda (11-1808)
- Burgos (11-1808)
- Roses (11-1808)
- Espinosa (11-1808)
- Tudela (11-1808)
- Bubierca (11-1808)
- Somosierra (11-1808)
- Cardedeu (12-1808)
- Saragosse (12-1808)
- 1re Molins de Rei (12-1808)
- Sahagún (12-1808)
- Benavente (12-1808)
- Mansilla (12-1808)
- Castelló d'Empúries (01-1809)
- Cacabelos (01-1809)
- Lugo (01-1809)
- Zamora (01-1809)
- Astorga (01-1809)
- La Corogne (01-1809)

- Valls (1re)
- 2e Molins de Rei (03-1809) (ca)
- Gérone
- Alcañiz
- María-Belchite
- Mollet
- Vich
- Villafranca (2e)
- Lérida
- Mequinenza
- La Bisbal
- Tortose
- Valls (2e)
- Tarragone (1er)
- Montserrat
- Sagonte
- Valence
- Castalla (1er)
- Castalla (2e)
- Tarragone (2e)
- Ordal

Le siège de Gérone, souvent appelé le troisième siège de Gérone, commencé le 6 mai 1809, impliqua la Grande Armée dans une lutte de sept mois contre la garnison espagnole de Gérone. La ville tint avec obstination sous la direction du général Mariano Álvarez de Castro jusqu'à ce que la famine et la maladie ne conduisent ce dernier à capituler le 12 décembre 1809.

## Prélude
Lorsque Joseph Bonaparte monta sur le trône d'Espagne en 1808, le général Álvarez commandait du château de Montjuich à Barcelone. Lorsque le 29 février, les troupes françaises arrivèrent pour prendre possession de la forteresse, Álvarez de Castro se préparait à la défendre, quand il reçut l'ordre de son commandant en chef de la livrer aux Français. Álvarez fuit Barcelone et rejoignit les rebelles espagnols soulevés contre le gouvernement français. Le gouvernement de Cadix le nomma commandant de l'armée de Catalogne et gouverneur de Gérone.
La ville était un passage obligé pour acheminer des vivres, renforts et courriers depuis la France.

## Le siège
Álvarez avait seulement 5 600 hommes sous les armes. Le 6 mai l'armée française du général Gouvion-Saint-Cyr avait pris place autour de la ville en venant de Vique. Il avait sous ses ordres la brigade Bessières formée du 1er régiment d'infanterie légère, le 24e régiment de dragons et le 42e régiment d'infanterie de ligne ainsi que deux brigades italiennes des généraux Luigi Mazzucchelli et Fontana. Ils repoussèrent une première colonne de 1 400 hommes qui, le 10 juillet, commandée par le colonel anglais Morkhall tentait de ravitailler la place ; puis une autre du général Blake, lui prenant le convoi et le forçant à rembarquer.

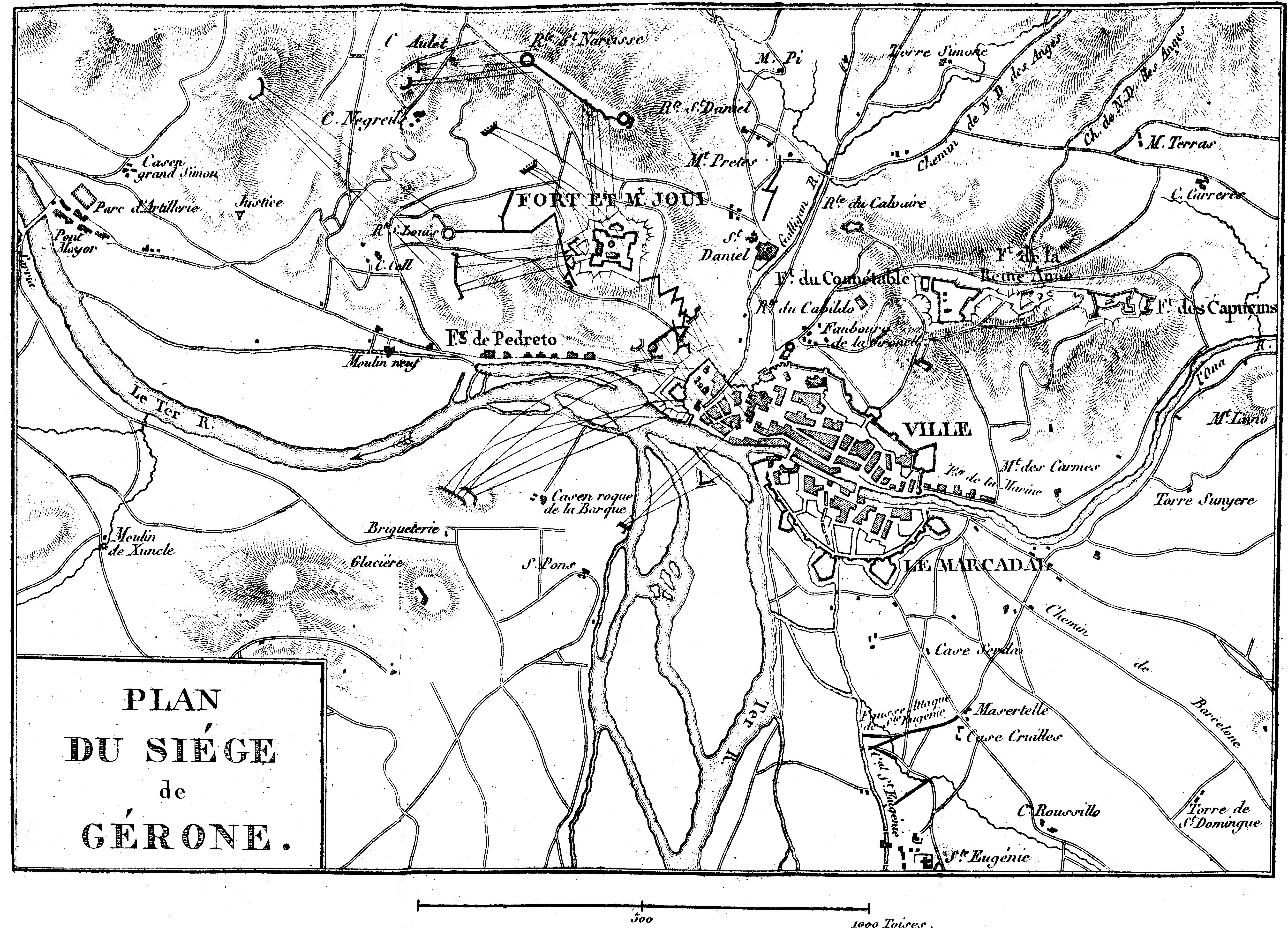
La place de Gérone.

En août, les Français prirent le château de Mont Joui, l'élément principal de la défense. La place était investie dès le 4 juin avec pour l'infanterie le général Verdier à la tête de l'infanterie de la confédération du Rhin, le général Pino et les Italiens, le général Sanson pour le génie et le général Taviel pour l'artillerie. Première tranchée le 8 juin, le bombardement commençait le 14 après avoir pris de nuit le moulin neuf et le faubourg de Pedreto ; une sortie venant tant de la ville que du fort se fit le 17, mais fut repoussée par le colonel Legras à la tête de son 2e régiment westphalien. Le 10 août à 22 h, après de longs bombardements et le sacrifice des vélites italiens, les Espagnols se retirèrent vers la ville en ne laissant que ruines. Le 30 août, le général Blake revint et réussit à faire entrer 4 000 fantassins, 500 cavaliers et 1 500 mulets du général Garcia-Condé par la rive droite du Ter en faisant diversion devant Hostalric.
En août, le maréchal Augereau était nommé à la tête de l'armée de Catalogne, mais son état de santé ne lui permit pas d'être présent avant fin septembre ; son armée, alors forte de 18 000 hommes, assiégea la ville. 40 canons installés en batteries envoyèrent 20 000 bombes et 60 000 boulets sur la ville, au cours des sept mois suivants. En octobre, le général Blake toujours actif résista devant Santa Coloma avec des gardes suisses et wallonnes, mais le général Souham repoussa les troupes espagnoles et le colonel Expert de Latour s'y distingua. Hostalric, sous le commandement du brigadier don Quadrado et de 2 000 hommes, servit alors de magasin de vivres pour l'armée de Blake. Domenico Pino prit la ville et y fit un grand carnage. Une sortie de nuit fut tentée, menée par O'Donnell, qui réussit à fuir par Santa Colomaet, faillit prendre le général Souham. Inébranlable, Castro fit construire des barricades et creuser des tranchées à l'intérieur même de la ville. La bataille fit rage pendant quatre mois encore, repoussant deux assauts français sur les murs de la ville qui coûtèrent trois colonels aux Français. Le 6 décembre, le général Pino prenait le Faubourg de la marine. Le 7, une sortie venant des forts Le Connétable et Le Capucin ainsi que de la ville voulait reprendre le terrain perdu la veille vers le 6e de ligne aidé du 2e léger italien, le général Amey, profitant de la faiblesse des deux forts, fit une sortie ainsi qu'une colonne italienne, ce qui permit de prendre les redoutes du Cabildo et du Calvaire, avant qu'Álvarez, épuisé et malade, ne transmette le commandement à un subordonné le 10. Deux jours plus tard, le 12 décembre, la ville capitulait. Cette reddition livrait aux Français 5 000 prisonniers, 200 canons et 8 drapeaux.

## Conséquences

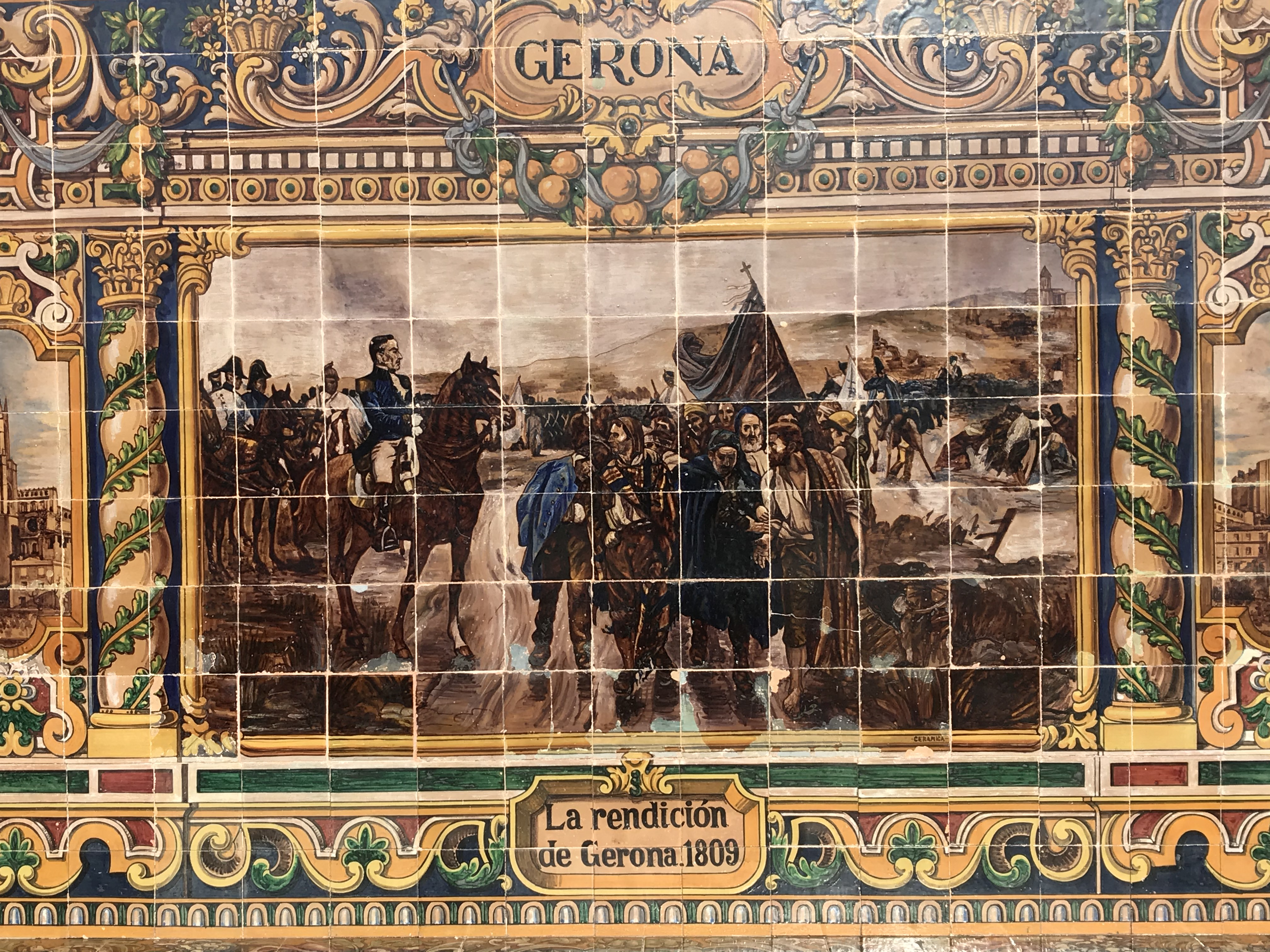
La reddition de Gérone, Mosaic sur la Plaza de España (Séville).

On estime que 10 000 civils et militaires sont morts dans la ville. Les Français perdirent environ 15 000 hommes, dont plus de la moitié de maladie.
La résistance de la ville, comparable à celle de Saragosse, par les retards et les pertes imposés aux Français, servit la cause de l'Espagne. La bataille devint une sorte de légende pendant le reste de la Guerre d'Espagne.
En dépit de son triste état de santé, les Français emprisonnèrent Álvarez à Perpignan, puis le transfèrent au château de San Fernando à Figueres, où il trouve la mort le 22 janvier 1810, emporté par la fièvre selon les Français, empoisonné selon les Espagnols.

## Sources
- (en) Cet article est partiellement ou en totalité issu de l’article de Wikipédia en anglais intitulé « Siege of Gerona (disambiguation) » (voir la liste des auteurs).